# Leiocephalus etheridgei
Leiocephalus etheridgei ist eine ausgestorbene Echsenart aus der Gattung der Glattkopfleguane (Leiocephalus). Die Art ist von fossilem Kiefer-, Schädel- und Wirbelmaterial aus dem Jungpleistozän Puerto Ricos bekannt, das 1981 von Gregory Pregill beschrieben wurde. Das Artepitheton ehrt den US-amerikanischen Herpetologen Richard E. Etheridge.

## Merkmale
Der Holotypus ist eine rechte Kieferhälfte aus dem Jungpleistozän, die in der Blackbone 1 Cave 1,2 km südlich von Barrio de Barahona im Municipio de Morovis auf Puerto Rico gefunden wurde. Weiteres Material umfasst sieben rechte und fünf linke Kieferhälften, fünf Kieferfragmente, eine rechte Oberkieferhälfte, ein Oberkieferfragment, drei Stirnbeinknochen, vier Basalknochen, ein Fragment des hinteren Keilbeins, einen linken Flügelbeinknochen, zehn Rückenwirbel, acht Kreuzbeinwirbel und zwei Schwanzwirbel. Ferner wurden in der Cuevo del Perro eine rechte und sechs linke Kieferhälften entdeckt. Leiocephalus etheridgei hatte eine geschätzte Kopf-Rumpf-Länge von bis zu 115 mm. Ein spitzer, gewölbter Kamm ist auf der vorderen, der Lippe zugewandten Kronenfläche unterhalb des Foramen mentale vorhanden. Die vordere Öffnung der Meckelschen Furche (eine Öffnung in der mittleren (inneren) Oberfläche des Unterkiefers, von der der Meckelsche Knorpel ausgeht) erstreckt sich von der Ebene des sechsten Zahns nach vorne bis zum Schambein.

## Aussterben
Da kein jüngeres Material bekannt geworden ist, wird angenommen, dass die Art im Jungpleistozän ausgestorben ist. Eine zweite Art – Leiocephalus partidus –, deren fossiles Material ebenfalls in der Cueva del Perro entdeckt wurde, hat offenbar bis zum Holozän überlebt.